# Дудник Олексій Володимирович
Дудник Олексій Володимирович (нар. невідомо) — український астроном, дослідник магнітосфери Землі і розробник приладів для детектування космічних частинок. Розроблений ним апарат Степ-Ф для дослідження частинок високих енергій був відправлений у космос на борту російського космічного апарата Коронас-Фотон й успішно виконав свою місію.

## Біографія
Навчався в докторантурі Харківського національного університету ім. В. Н. Каразіна. В 2015 році в Головній астрономічній обсерваторії НАНУ захистив докторську дисертацію на тему «Динаміка радіаційних поясів і фонового радіовипромінювання в навколоземному просторі як індикатор проявів сонячної активності» (спеціальності «астрофізика, радіоастрономія» та «дистанційні аерокосмічні дослідження»).
Працює провідним науковим співробітником у відділі космічної радіофізики Радіоастрономічного інституту НАНУ.

## Наукові результати
Наукові інтереси Дудніка концентруються на земній магнітосфері, радіаційних поясах та сонячно-земних зв'язках. Він досліджує динаміку високоенергійних протонів та електронів у міжпланетному просторі та в магнітосфері Землі, шукає закономірності в появі потоків частинок на висотах польотів низькоорбітальних космічних апаратів, вивчає взаємодію частинок та хвиль у внутрішніх шарах земної магнітосфери. На основі радіотелескопічних спостережень він досліджує спорадичне радіовипромінювання навколоземного космічного простору у дециметровому та метровому діапазонах.
Дуднік займається розробкою пристроїв для детектування космічних частинок високих енергій. Він є розробником і науковим керівником супутникового телескопа електронів і протонів Степ-Ф, розміщеного на борту російського космічного апарата Коронас-Фотон. Прилад призначався для дослідження динаміки радіаційних поясів Землі під час сонячної та магнітосферної активності. Він був виведений на орбіту Землі 30 січня 2009 і успішно виконав свою місію.

## Нагороди
- Почесна грамота Кабінету міністрів України за вагомий особистий внесок у забезпечення розвитку ракетно-космічної галузі, багаторічну сумлінну працю та високий професіоналізм (2010)[4]
- Премія Польської академії наук і Національної академії наук України за роботу «Динамічна структура енергійних частинок в навколоземному просторі за даними польського фотометру SphinX і українського телескопу електронів СТЕП−Ф на навколоземному супутнику „КОРОНАС−ФОТОН“, забезпечення спільного космічного експерименту на борту міжпланетного зонду „Інтергеліозонд“»[5]
- Премія Кабінету Міністрів України за розроблення і впровадження інноваційних технологій за роботу «Розробка і впровадження у виробництво спектрометрів-телескопів з моніторингу зарядженої радіації високої енергії на навколоземних орбітах» у співавторстві з Іллєю Залюбовським[6]